# Hirtzfelden
Hirtzfelden (deutsch Hirzfelden) ist eine französische Gemeinde mit 1288 Einwohnern (Stand 1. Januar 2022) im Département Haut-Rhin in der Region Grand Est (bis 2015 Elsass).  Sie gehört zum Arrondissement Colmar-Ribeauvillé, zum Kanton Ensisheim und ist Mitglied im Gemeindeverband Communauté de communes Alsace Rhin Brisach. Die Bewohner werden Hirtzfeldois und Hirtzfeldoises genannt.

## Geografie
Das Dorf liegt in der Oberrheinebene zwischen Rhein und Ill, etwa auf halbem Weg zwischen Breisach am Rhein und Mülhausen. Das 22,10 km² große Gemeindegebiet wird hauptsächlich durch Ackerflächen geprägt (Fluren Rufacker Weg, Schlittweg, Rustenharter Bann, Colmarer Pfad, Ensisheimer Strasse, Gemeindeackerweg, Mittelfeld, Mittelzug, Allmend, Kurzerzug, Fessenheimer Strasse, Baseler Weg, Munchhauser Weg, Battenheimer Weg, Krummer Schlittweg, Fahnackerweg, Diebsweg und Neugesetz).
Knapp 32 % des Gemeindegebietes sind bewaldet. Der Gemeindeforst (Forêt communale d’Hirtzfelden) besteht aus zwei Teilen: Le Niederwald im Nordosten und ein Teil des Bois de Rothleible im Westen.
Durch den Osten des Gemeindeareals führt der Rhein-Rhône-Kanal, der heute nur noch von Sportbooten befahren wird. Zur Zeit der Indienststellung in den 1830er Jahren entstand ein kleiner Hafen zwei Kilometer östlich des Ortskerns, der einen wirtschaftlichen Aufschwung brachte.
Nachbargemeinden sind Rustenhart im Norden, Balgau im Nordosten, Fessenheim im Osten, Roggenhouse im Südosten, Munchhouse im Süden, Réguisheim und Meyenheim im Westen sowie Oberentzen und Niederentzen im Nordwesten.

## Geschichte
Die älteste erhaltene Erwähnung, unter dem Namen Hiruzfeld, stammt aus dem 8. Jahrhundert und wurde aufgezeichnet, als das Dorf an die Abtei Murbach gestiftet wurde. Der Name leitet sich vom Wort Hirsch ab, was im Wappen der Gemeinde zum Ausdruck kommt. Im Waldgebiet Bois de Rothleible wurden in Grabhügeln Artefakte aus römischer Zeit gefunden. Man nimmt an, dass sich hier eine Kreuzung der Römerstraßen Burgundische Pforte-Breisach und Egisheim-Basel befand. Hirzfelden gehörte den Habsburgern, später regionalen Herrschaften aus Landser und Ottmarsheim. 1446 war Hirzfelden im Besitz Basels, im 18. Jahrhundert abhängig von der Vogtei Ensisheim.
Von 1871 bis zum Ende des Ersten Weltkrieges gehörte Hirzfelden als Teil des Reichslandes Elsaß-Lothringen zum Deutschen Reich und war dem Kreis Gebweiler im Bezirk Oberelsaß zugeordnet.
1920 wurden die Überreste eines Friedhofs aus der Zeit der Merowinger gefunden.

### Bevölkerungsentwicklung
| Jahr      | 1910 | 1962 | 1968 | 1975 | 1982 | 1990 | 1999 | 2007 | 2017 |
| Einwohner | 669  | 544  | 559  | 561  | 741  | 848  | 981  | 1099 | 1261 |

Um den alten Dorfkern an der Straße Ensisheim–Rustenhart entstanden seit Ende der 1970er Jahre sternförmig zahlreiche neue Häuserzeilen. Die Bevölkerung Hirtzfeldens verdoppelte sich in den letzten 45 Jahren.

## Zweckverband
Hirtzfelden ist Mitglied im Grenzüberschreitenden örtlichen Zweckverband Mittelhardt-Oberrhein, der auf Basis des Karlsruher Übereinkommens die grenzüberschreitende kommunale Zusammenarbeit von Gemeinden im Elsass und Baden fördert.

## Sehenswürdigkeiten
Die Pfarrkirche Saint-Laurent ist an der Stelle der früheren Kirche aus dem 13. Jahrhundert erbaut, von der nur noch der Turm übrig ist, im 19. Jahrhundert verstärkt und erweitert. Die heutige Kirche wurde nach den Plänen des Architekten Jean-Baptiste Chassain im Jahr 1778 erbaut, das Datum ist auf dem Schlussstein angegeben. Das Erdgeschoss des alten Turms dient derzeit als Taufkapelle

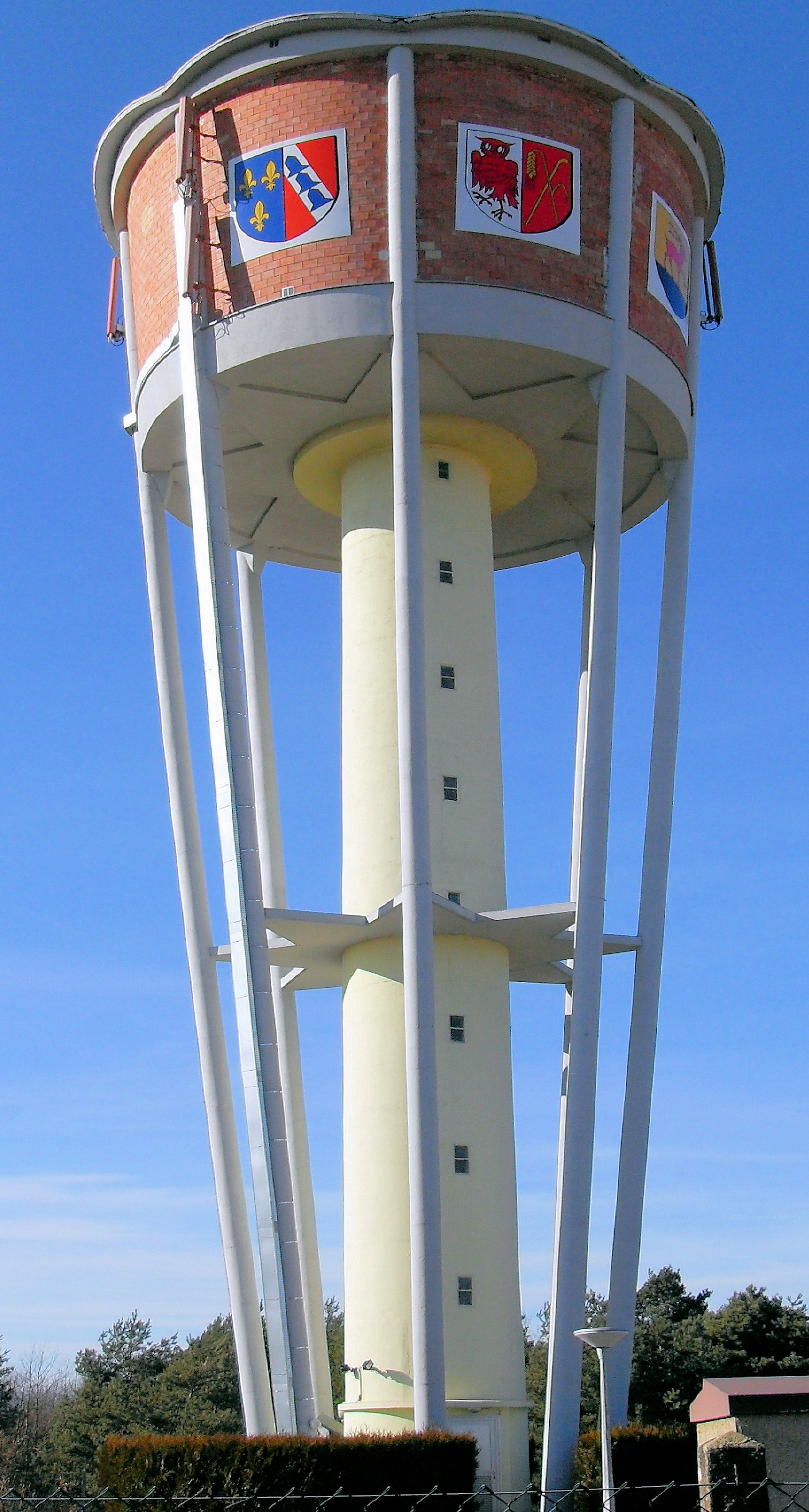
Wasserturm Hirtzfelden mit den Wappen von Hirtzfelden, Roggenhouse und Munchhouse

Kirche Saint-Laurent
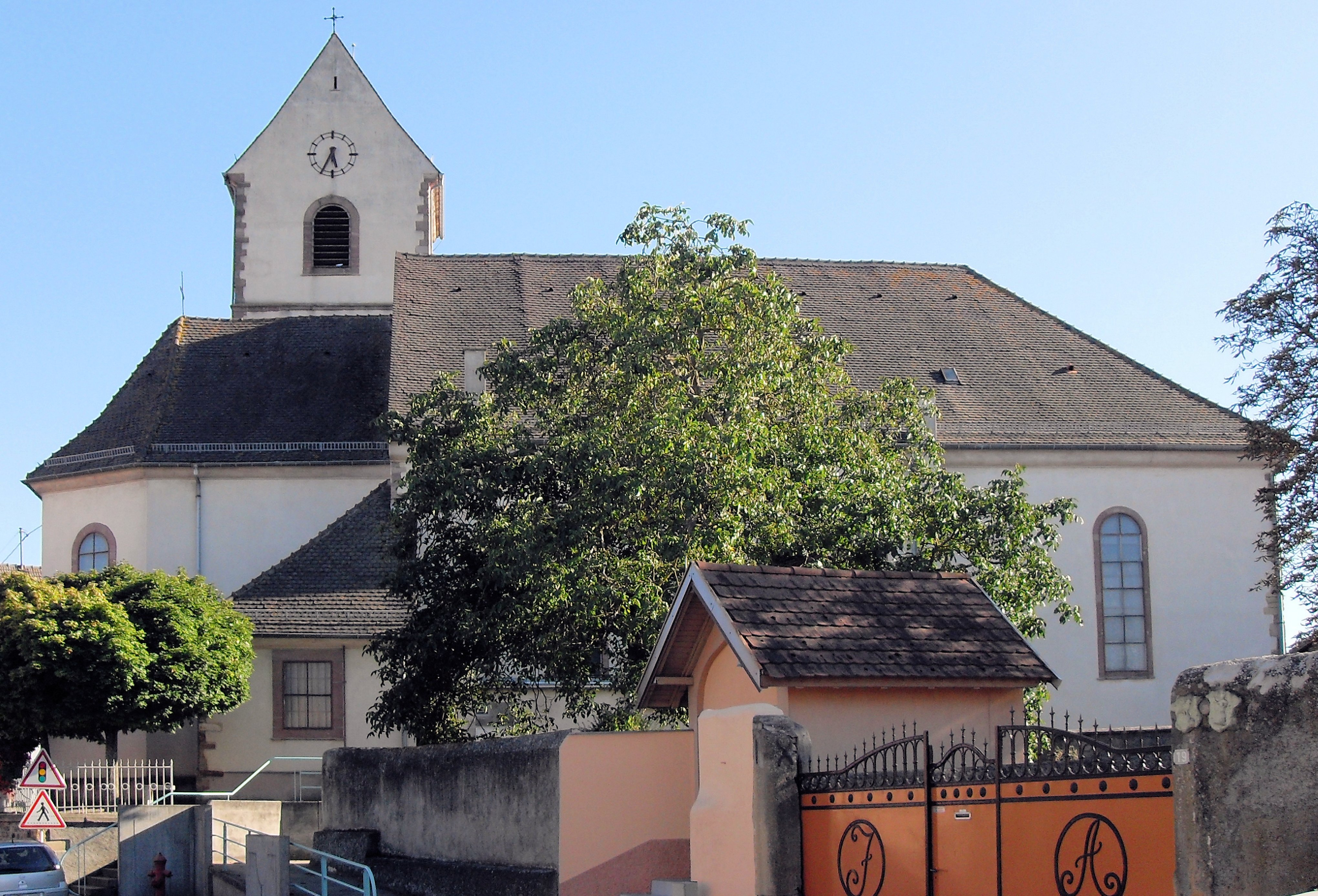
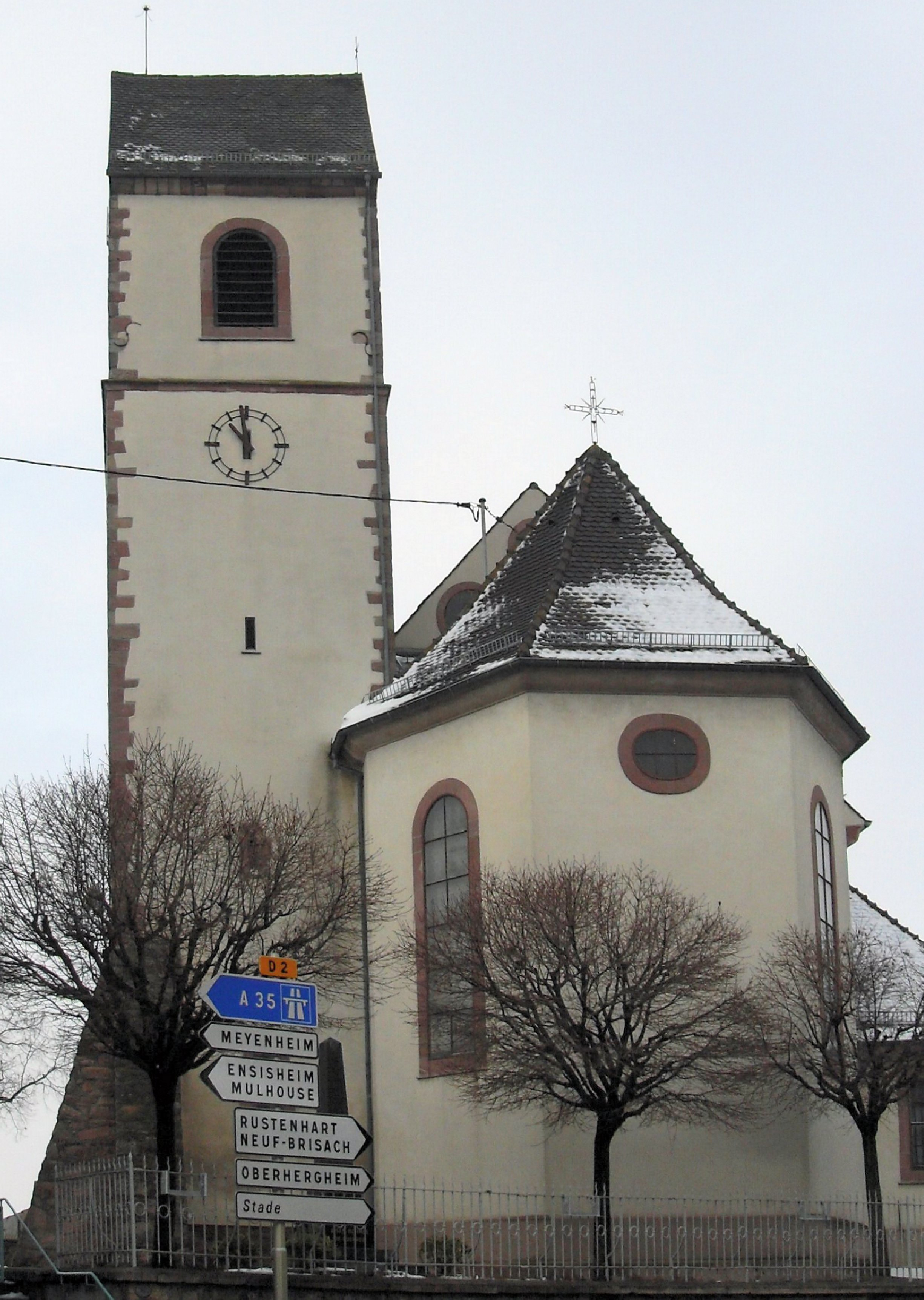

## Persönlichkeiten
- François-Antoine Jecker (1765–1834), französischer Instrumentenbauer
- Laurenz Jecker (1769–1834), französischer Nadelfabrikant in Aachen